# Pirapemas
Pirapemas – miasto i gmina w Brazylii leżące w stanie Maranhão. Gmina zajmuje powierzchnię 688,761 km². Według danych szacunkowych w 2016 roku miasto liczyło 18 302 mieszkańców. Położone jest około 150 km na południe od stolicy stanu, miasta São Luís, oraz około 1650 km na północ od Brasílii, stolicy kraju. 
W 2014 roku wśród mieszkańców gminy PKB per capita wynosił 5352,90 reais brazylijskich.